# There'll Be No Teardrops Tonight
There'll Be No Teardrops Tonight es el vigesimosegundo álbum de estudio del músico estadounidense Willie Nelson publicado por la compañía discográfica Columbia Records en 1978. El álbum, cuyo título procede de una canción de Hank Williams, incluyó mayoritariamente canciones publicadas como sencillos a comienzos de la década de 1960, así como dos composiciones nuevas, «Tomorrow Night» y «Blue Must Be the Color of the Blues».

## Lista de canciones
1. "River Boy"
2. "I'll Walk Alone"
3. "Take Me as I Am (Or Let Me Go)"
4. "Tomorrow Night (You'll Have Another Sweetheart)"
5. "Am I Blue"
6. "Take My Word"
7. "Home Motel"
8. "Blue Must Be the Color of the Blues"
9. "There'll Be No Teardrops Tonight"
10. "Feed It a Memory"

## Personal
- Willie Nelson - guitarra acústica, voz

## Posición en listas
| País           | Lista              | Posición |
| -------------- | ------------------ | -------- |
| Estados Unidos | Top Country Albums | 46       |